# Cystangium trappei
Cystangium trappei är en svampart som beskrevs av T. Lebel 2003. Cystangium trappei ingår i släktet Cystangium och familjen kremlor och riskor.   Inga underarter finns listade i Catalogue of Life.